# A Serbian Film
A Serbian Film (Servisch: Српски филм / Srpski film) is een controversiële Servische horror-/exploitatiefilm uit 2010, geregisseerd, geproduceerd en mede geschreven door Srđan Spasojević. De film werd kort na verschijning verboden in verschillende landen.

## Verhaal
Voormalig pornoacteur Miloš vormt een gelukkig gezin met zijn vrouw Marija en zesjarige zoontje Petar. Financieel hebben ze het echter niet breed. Op dat moment benadert zijn voormalige collega Lejla hem met een voorstel van pornograaf Vukmir. Vukmir wil Miloš als hoofdrolspeler in een experimentele pornofilm, waarvan hij inhoudelijk vooraf niets mag weten. Volgens Vukmir dient dat om het zo natuurlijk mogelijk te houden. Miloš is niet enthousiast, maar de financiële vergoeding die Vukmir hem biedt, kan hij niet weigeren.
Een chauffeur brengt Miloš naar de plaats van opname, waar Vukmir hem vervolgens via een 'oortje' instructies geeft. Miloš' gevoel van onbehagen neemt toe wanneer een vrouw hem oraal bevredigt terwijl de minderjarige Jeca in dezelfde kamer toekijkt. Daarna toont Vukmir hem een film waarin een vrouw bevalt en de pasgeborene meteen daarna verkracht wordt door een volwassen man. Miloš vertrekt vol walging, maar laat zich even later verleiden door een vrouwelijk dokter die voor Vukmir werkt. Wanneer hij bij bewustzijn komt, blijkt hij een tijd te zijn gedrogeerd en zit hij onder het bloed. Wat zich tussen zijn ontmoeting met de vrouwelijke arts en dat moment heeft afgespeeld, kan hij zich niet herinneren.
Miloš gaat terug naar de opnameplek. Er is niemand meer. Wel vindt hij een aantal videobanden. Hij blijkt zelf in een zwaar gedrogeerde staat op de opnames te staan. Tijdens het bekijken van de beelden, komt Miloš erachter dat hij deelgenoot is gemaakt van een project vol verkrachting, pedofilie, sadisme en snuff, waarin Vukmir naast Miloš ook diens gezin, broer Marko en Lejla betrokken heeft.

## Rolverdeling
- Srđan Todorović - Miloš
- Sergej Trifunovic - Vukmir
- Gavrilović - Marija
- Slobodan Beštić - Marko
- Katarina Žutić - Lejla
- Anđela Nenadović - Jeca
- Ana Sakić - Jeca's moeder
- Lidija Pletl - Jeca's oma
- Luka Mijatović - Petar
- Miodrag Krčmarik - Raša